# Full Moon Fever
Full Moon Fever es el primer álbum de estudio en solitario por el músico estadounidense Tom Petty, publicado el 24 de abril de 1989 por MCA Records. Presenta contribuciones hechas por los miembros de su banda The Heartbreakers, notablemente por Mike Campbell, así como también por	Jeff Lynne, Roy Orbison (quien murió antes de su lanzamiento) y George Harrison. los compañeros de banda de Petty en los Traveling Wilburys. El álbum muestra a Petty explorando sus raíces musicales con guiños a sus influencias. La composición es principalmente colaboraciones entre Petty y Lynne, quien también fue productor del álbum. Full Moon Fever se convirtió en un éxito comercial y de crítica, alcanzando el puesto #3 en el Billboard 200 de los Estados Unidos y siendo certificado con 5 discos platinos en los Estados Unidos y 6 discos platinos en Canadá.
En 2019, el álbum fue introducido en el Salón de la Fama de los Premios Grammy.

## Canciones
1. "Free Fallin'" (Tom Petty/Jeff Lynne) - 4:14
2. "I Won't Back Down" (Tom Petty/Jeff Lynne) - 2:56
3. "Love Is a Long Road" (Tom Petty/Mike Campbell) - 4:06
4. "A Face in the Crowd" (Tom Petty/Jeff Lynne) - 3:58
5. "Runnin' Down A Dream" (Tom Petty/Jeff Lynne/Mike Campbell) - 4:23
(Incluye "Hello CD listeners").
6. "Feel a Whole Lot Better" (Gene Clark) - 2:47
7. "Yer So Bad" Tom Petty/Jeff Lynne) - 3:05
8. "Depending on You" (Tom Petty) - 2:47
9. "The Apartment Song" (Tom Petty) - 2:31
10. "Alright for Now" (Tom Petty) - 2:00
11. "A Mind with a Heart of Its Own" (Tom Petty/Jeff Lynne) - 3:29
12. "Zombie Zoo" (Tom Petty/Jeff Lynne) - 2:56

## Personal
- Tom Petty - voz principal y coros, guitarras, palmas (en "Feel A Whole Lot Better") y ruidos de granero (en "Hello CD listeners").
- Mike Campbell - guitarras eléctricas y mandolina
- Jeff Lynne - bajo, guitarras, sintetizador, coros y palmas (en "Feel A Whole Lot Better") y ruidos de granero (en "Hello CD listeners").
- Phil Jones - batería y caja de ritmos.
- George Harrison - guitarra acústica en ("Zombie Zoo") y coros (en "I Won't Back Down" y "Zombie Zoo").
- Jim Keltner - batería, maracas y pandereta (en "Love Is a Long Road" y "Zombie Zoo").
- Howie Epstein - coros (en "I Won't Back Down" y "Love Is a Long Road").
- Benmont Tench - piano (en "The Apartment Song").
- Kelsey Campbell - aullido (en "Zombie Zoo").
- Roy Orbison - coros (en "Zombie Zoo").
- Alan Weidel - palmas (en "Feel A Whole Lot Better").
- Del Shannon - ruidos de granero (en "Hello CD listeners").
- Bob Dylan - coros (en "Zombie Zoo") (no acreditado).